# Hinnerup (stacja kolejowa)
Hinnerup (duński: Hinnerup Station) – stacja kolejowa w miejscowości Hinnerup, w regionie Jutlandia Środkowa, w Danii. Znajduje się na Aarhus – Aalborg.
Stacja jest zarządzana i obsługiwana przez Danske Statsbaner.

## Linie kolejowe
- Linia Aarhus – Aalborg